# جک وتریانو
جک وتریانو (به انگلیسی: Jack Vettriano) با نام اصلی جک هوگان (۱۷ نوامبر ۱۹۵۱ – ۱ مارس ۲۰۲۵) نقاش اسکاتلندی بود.
او در شانزده سالگی برای اینکه مهندس معدن شود مدرسه را ترک کرد. در تولد بیست‌ویک سالگی، از دوست دخترش یک جعبه آبرنگ هدیه گرفت و از آن زمان بیشتر وقت خود را صرف یادگرفتن نقاشی کرد.
این نقاش خود آموخته یکی از محبوب‌ترین نقاشان بریتانیایی به شمار می‌رفت. آثار او از گرانترین آثار هنری معاصر به شمار می‌روند. محبوبیت آثار وتریانو در میان مردم عادی به اندازه‌ای است که به‌عنوان نمونه او از محل حق چاپ و انتشار تابلوی «خدمتکار آوازه‌خوان» به صورت پوستر و کارت پستال صدها هزار دلار به‌دست آورده است.
اما برخی از منتقدان آثار او را «هرزه‌نگاری ملایم» نامیده‌اند و برخی او را یک نقاش معمولی می‌دانند که محبوبیتش را به خاطر آثار پیش پا افتاده و بازاری به‌دست آورده‌است.

## کتاب‌های درباره وتریانو
- Fallen Angels, Pavilion Books, October 1999 (ISBN 978-1-86205-364-9)
- Lovers and Other Strangers, text by Anthony Quinn, Pavilion Books on 30 October 2003 (ISBN 978-1-86205-630-5)
- Jack Vettriano: A Life, text by Anthony Quinn, Pavilion Books on 25 October 2004 (ISBN 978-1-86205-646-6). A reduced format of Jack Vettriano: A Life was published in 2007.